# Bureij
Le camp de Bureij (arabe : البريج) est un camp de réfugiés palestiniens situé dans la partie centrale de la bande de Gaza.

## Généralités
Le camp de réfugiés Bureij est un petit camp au centre de la bande de Gaza, à l'est de la route Salah al-Din, route principale qui traverse la bande de Gaza en suivant l'itinéraire de la via Maris de l'Antiquité. Il est situé à proximité des camps de Maghazi et celui de Nousseirat.
La surface totale du camp est de 529 dounams (52,9 hectares) et sa population au 1er octobre 2023 est de 49 164 réfugiés.
Le camp de réfugiés a été établi en 1949 pour une population de 13 000 Palestiniens provenant de la bande de Gaza. Une petite minorité de réfugiés fut logée dans des baraquements militaires britanniques, mais la grande majorité d'entre eux furent logés dans des tentes. L'UNRWA a construit des habitations en béton en 1950 pour remplacer les tentes.
La plupart des réfugiés, comme dans les autres camps de réfugiés de la bande de Gaza, habitent de logements surpeuplés. Le camp n'a pas de système de traitement des eaux usées, et elles s'accumulent dans le Wadi Gaza, un ruisseau au nord du camp, et cela pose un risque élevé de problèmes sanitaires.

## Événements pendant le conflit israélo-palestinien
Pendant la nuit du 28 août 1953, des bombes ont été lancées par les fenêtres des logements dans lesquels des réfugiés dormaient. Quand ces derniers se sont enfuis, ils ont été attaqués à l'aide d'armes de petit calibre et d'armes automatiques. D'après Yoav Gelber, historien israélien, un mois après le début de l'entraînement de l'Unité 101, une patrouille a infiltré la bande de Gaza dans le cadre d'un exercice et a rencontré des Palestiniens dans le camp de réfugiés de Bureij. L'Unité a ouvert le feu pour couvrir sa retraite, et a tué 30 Palestiniens et fait des dizaines de blessés. D'après Bishara, 43 civils palestiniens ont été tués, dont 7 femmes, et 22 ont été blessés. Le rapport de la commission d'armistice mixte indique un total de 20 morts et de 27 blessés graves, ainsi que 35 blessés plus légers. L'Unité 101 a eu 2 blessés. Ariel Sharon qui a personnellement mené l'attaque écrit dans ses mémoires :

« L'ennemi a ouvert le feu sur moi depuis le nord-ouest... J'ai décidé qu'il valait mieux traverser le camp et sortir de l'autre côté plutôt que de revenir sur mes pas, car les cultures, les jardins, les barbelés et les gardes rendaient difficile tout déplacement dans cette direction... J'ai également décidé qu'une action offensive valait mieux que de donner l'impression que nous cherchions à nous échapper... J'ai donc investi le camp avec mon groupe. »

Le 6 juin 2024, l'armée israélienne mène un raid meurtrier dans le camp de déplacés pour libérer quatre Israéliens détenus par le Hamas. L'opération est menée en plein jour avec le soutien de bombardements massifs par l'artillerie. Selon le ministère de la Santé de la bande de Gaza, 274 Palestiniens ont été tués et près de 700 blessés. L’ONG Médecins sans frontières confirme des centaines de victimes : « Les blessures étaient graves : amputations, éviscérations, traumatismes, blessures au cerveau, fractures, grandes brûlures... Des enfants étaient en état de choc, muets ou hurlant à la recherche de leurs parents. »
Des bombardements font dix-sept morts, dont des enfants, le 8 octobre 2024. Dix personnes sont tuées dans un bombardement le 17 novembre.
Le 6 mai 2025, une trentaine de personnes sont tuées, dont de nombreux enfants, et des dizaines blessées dans un bombardement israélien sur une école abritant des personnes déplacées à Bureij.